# ۶۰۵ (پیش از میلاد)
۶۰۵ (پیش از میلاد) ۶۰۵مین سال قبل از تقویم میلادی است.